# 中道健太郎
中道 健太郎（なかみち けんたろう、1919年6月19日 - 2013年4月17日）は、日本の経営者。カルピス食品工業(現在のアサヒ飲料)社長を務めた。

## 経歴
大阪府箕面市出身。1940年に大阪商科大学高商部を卒業。ピルマン製造で取締役を務め、1945年にカルピス食品工業に転じ、取締役、常務、専務を経て、1975年2月に社長に就任。1981年3月に相談役に就任。
2013年4月17日老衰のために死去。93歳没。